# Ema
Pour les articles homonymes, voir Ema.

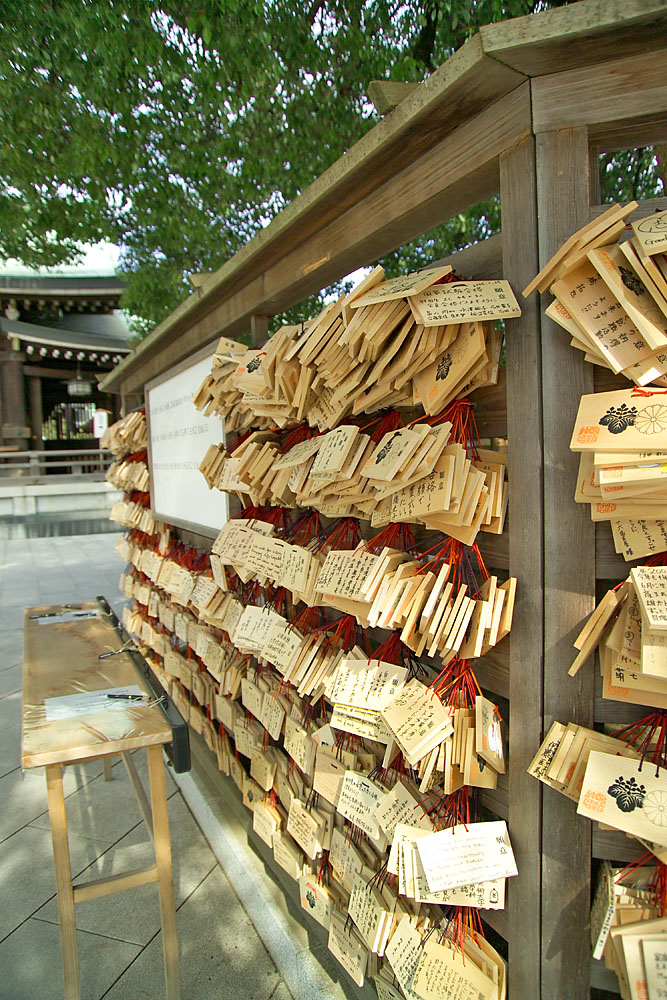
Ema au sanctuaire Meiji à Tôkyô.

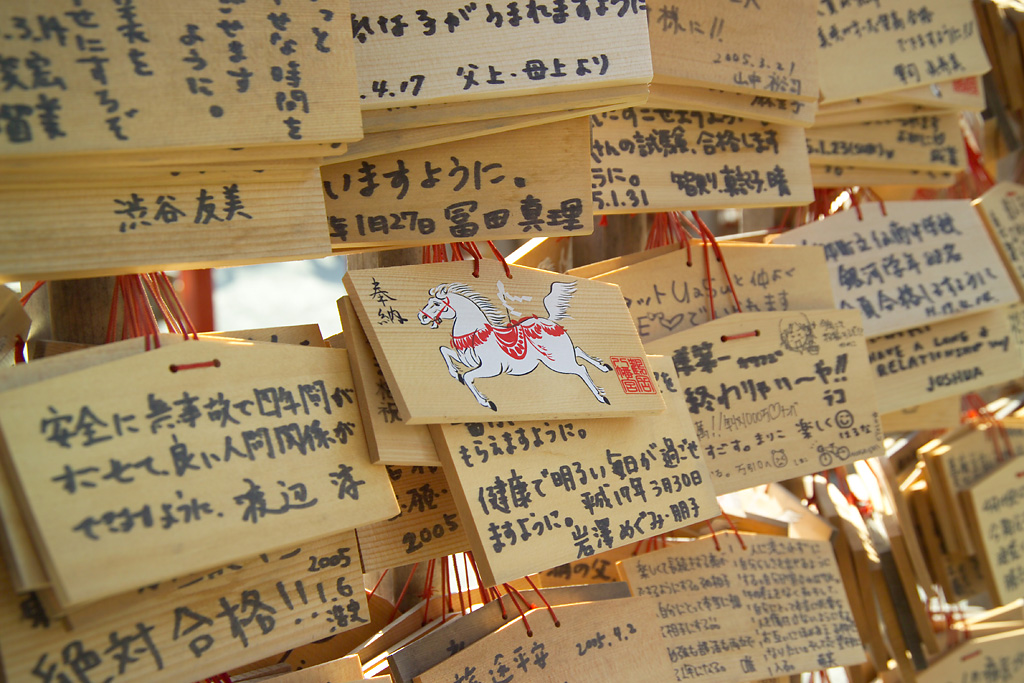
Ema portant des vœux au sanctuaire Tsurugaoka Hachiman-gu à Kamakura.

Un ema (絵馬) est une plaque en bois contenant des prières ou des vœux que l'on trouve dans les sanctuaires shintô au Japon. Les fidèles inscrivent leur vœu ou leur prière sur l'ema, puis l'accrochent à un portique près du temple pour qu'il soit lu par les kamis (les dieux).

## Aspect
Les ema sont relativement similaires en taille et en forme, mais ils peuvent être ornés de différents dessins, souvent d'animaux ou de thèmes de l'imagerie shintô. Le mot gan'i (願意), qui signifie « vœu », est souvent inscrit sur le côté. Typiquement, l’ema est orné d'une image de cheval (馬, uma / ma) : ema signifie littéralement « image de cheval ».
Cette représentation est sans doute une référence aux anciens rites sacrificiels japonais. En raison de son symbole psychopompe, le cheval était utilisé pour les sacrifices. Au fil du temps, le sacrifice de l'animal représenté sur des planchettes de bois a été préféré[réf. souhaitée]. Plus tard se met en place un culte populaire : les croyants formulent des vœux sur ces planchettes puis les accrochent dans l’ema-kake (絵馬掛け), ema-den (絵馬殿) ou ema-dō (絵馬堂).

## Histoire

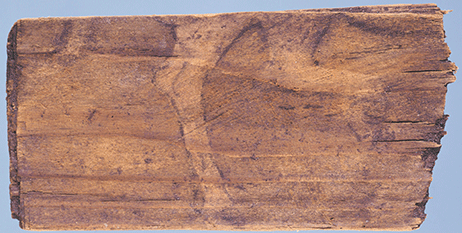
Le plus ancien ema découvert au Japon, à Osaka.

Les premières tablettes ema étaient ornées de représentations équestres. Elles remplaçaient en effet l'offrande de véritables chevaux aux sanctuaires shinto, que seules les personnes de haut rang pouvaient se permettre de faire. Les plus anciennes ema découverts représentant des chevaux datent de l'époque Nara (710–794).
Durant l'époque Muromachi (1333–1568), elles apparaissent également dans les temples bouddhiques. Les illustrations commencent alors à se diversifier et à refléter les vœux des fidèles. Pendant l'époque Azuchi-Momoyama (1568-1603), les ema deviennent plus grands et décoratifs, notamment lorsqu'ils sont offerts par des samouraïs de haut rang.
Mais leur usage se répand véritablement à l'époque Edo, qui voit l'émergence d'artisans spécialisés en peinture ema. Ainsi, lorsque le théâtre kabuki atteignait des sommets de popularité, les temples recevaient des ema de l'école de peinture Torii[réf. souhaitée]. Cette école possédait un quasi-monopole sur la création de pancartes signalant les théâtres et les pièces de kabuki, et faisait également aux temples des donations de représentations d'acteurs de kabuki sur des planches de bois. Bien qu'elles représentent des sujets sans rapport avec la religion, ces peintures étaient bien reçues par les temples et intégrées à leur décoration.

## Utilisation
L’ema sert à faire un vœu auprès des kamis ; il en coûte de 500 à 1 000 yens. Contrairement à ce qui se passe dans les religions occidentales, où la prière a généralement pour but de remercier et de bénir Dieu,[réf. nécessaire] les fidèles shintoïstes demandent aux kamis des choses très variées, qui vont de la paix dans le monde à la réussite aux examens pour un étudiant. Dans certains temples très populaires et fréquentés par des touristes, comme le Meiji-jingū de Tōkyō, on trouve des ema rédigés dans différentes langues, car les touristes laissent leurs propres vœux et prières.
Durant la période des examens, les sanctuaires Yushima Tenjin de l'arrondissement Bunkyō de Tokyo ou Dazaifu Tenman-gū de Fukuoka regorgent de plaques ema avec des vœux de réussite, les 12 000 sanctuaires Tenman-gū étant dédiés au dieu des études Tenjin.

### Discrétion
Comme les vœux peuvent concerner des sentiments privés, il peut être embarrassant qu'ils soient visibles de tous. Pour résoudre ce problème, le sanctuaire Aioi-no-yashiro, un petit sanctuaire annexe du sanctuaire Shimogamo Jinja de Kyoto fournit des autocollants qui permettent de masquer le texte de ses ema.